# Pierre Lano
Pierre Lano, geboren als Pierre Lanneau, (Waregem, 23 augustus 1944 - Harelbeke, 9 december 2009) was een Belgisch industrieel en politicus voor de CVP en later vanaf 1992 voor de VLD.

## Biografie
Lano behaalde de diploma's van doctor in de rechten en licentiaat in het notariaat aan de Katholieke Universiteit Leuven. Zijn vader was Gerard-Joseph Lanneau, zaakvoerder van tapijtenbedrijf Lano en meer dan twee decennia burgemeester van Harelbeke. Pierre Lano nam in 1970 op 26-jarige leeftijd het bedrijf over van zijn vader. Hij bleef tot aan zijn overlijden in 2009 gedelegeerd bestuurder van het familiebedrijf Lano Carpets, dat hij door op zoek te gaan naar een aantal nichemarkten wist om te vormen tot een textielbedrijf met een wereldwijde reputatie.
In 1976 werd hij voor de christendemocratische CVP verkozen tot gemeenteraadslid van Harelbeke, waar hij van 1989 tot 1992 burgemeester was. In 1992 maakte hij de overstap naar de liberale VLD, waardoor hij zijn mandaat van burgemeester moest neerleggen. Lano bleef nog tot in 2000 gemeenteraadslid en stapte toen op om op vraag van zijn partij te verhuizen naar Kortrijk (vooral met de bedoeling meer stemmen te halen), waar hij van 2001 tot 2006 ook in de gemeenteraad zetelde.
Voor de VLD zetelde Lano van mei 1995 tot juni 2007 in de Kamer van volksvertegenwoordigers, tot 2003 voor de kieskring Kortrijk-Roeselare-Tielt en nadien voor de kieskring West-Vlaanderen. In de Kamer zetelde hij in de commissies Bedrijfsleven (1995-2007), Handels- en Economisch Recht (1995-2007) en Herziening van de Grondwet (1995-1999). Lano ijverde als parlementslid voornamelijk voor een efficiënter overheidsapparaat en lag in april 2007 aan de basis van de zogeheten wet-Lano, die striktere begrotingsregels oplegde aan instellingen verbonden aan het Federaal Parlement.
In december 2009 stapte de toen 65-jarige Pierre Lano uit het leven.